# Wojciech Chrzanowski
Wojciech Chrzanowski herbu Korab (ur. 14 stycznia 1793 w Biskupicach, zm. 1 marca 1861 w Paryżu) – polski generał i kartograf, twórca pierwszej mapy ziem polskich w skali 1:300 000.

## Życiorys
Służbę wojskową rozpoczął w 1810 roku w Warszawie jako artylerzysta. Absolwent Szkoły Aplikacyjnej Artylerii i Inżynierów. W 1812 został porucznikiem I klasy i wziął udział w inwazji na Rosję, uczestnicząc m.in. w bitwie pod Smoleńskiem. Ranny dostał się do rosyjskiej niewoli. W styczniu 1815 roku wstąpił do służby w armii Królestwa Polskiego.
W roku 1822 rozpoczął pracę nad stworzeniem mapy Królestwa Polskiego. Brał udział w wojnie rosyjsko-tureckiej w 1828 roku. W 1830 roku został nagrodzony Znakiem Honorowym za 15 lat służby.
Po wybuchu powstania listopadowego został członkiem dowództwa Twierdzy Modlin. 18 lutego 1831 roku w potyczce pod Miłosną ledwie uniknął śmierci – w momencie kiedy rozwijał mapę na stanowisku artylerii, przelatujący pocisk spalił mapę, a jego zranił. Po przejęciu dowództwa nad Armią Polską przez generała Skrzyneckiego został nominowany do stopnia pułkownika. Brał udział w zwycięskich w bitwach pod Wawrem i Dębem Wielkim, otrzymał awans do stopnia generała dywizji. Gubernator wojskowy Warszawy od 18 sierpnia do 6 września 1831. Odznaczony Krzyżem Kawalerskim Orderu Virtuti Militari (Krzyżem Wojskowym Polskim).
W końcu 1831 roku po klęsce powstania wyemigrował do Paryża. Na emigracji, Chrzanowski został wysłany przez rząd angielski do Turcji. Do tego kraju podróżował trzykrotnie. W latach 1833 i 1836 badał tamtejsze stosunki i przedkładał rządowi brytyjskiemu projekty reform, głównie wojskowych. Podczas drugiego pobytu wstąpił do wojska tureckiego i zapoczątkował w nim zmiany organizacyjne, szkoleniowe i administracyjne. Za każdym razem pobyt jego trwał niespełna rok. W 1838 rozpoczął studia terenowe w Azji Mniejszej, Kurdystanie, Syrii i Mezopotamii w celu opracowania koncepcji obrony tych prowincji na wypadek wojny z Rosją. W Bagdadzie organizował korpus kawalerii arabskiej. Pod koniec 1840 powierzono mu dowództwo wojsk tureckich w Azji Mniejszej, lecz Chrzanowski, który nie chciał współdziałać z posiłkującą Turków Armią Rosyjską, podał się do dymisji. Plonem podróży generała Chrzanowskiego na Bliski Wschód były sporządzone przez niego mapy topograficzne Iraku i Kurdystanu.
Następnie wyjechał do Francji i brał czynny udział w życiu politycznym i działaniach militarnych Wiosny Ludów. W roku 1848 objął dowództwo nad armią Piemontu. Po klęsce pod Novarą w roku 1849 wrócił na stałe do Paryża, gdzie kontynuował pracę nad stworzeniem mapy Ziem Polskich w skali 1:300 000. Mapa została ostatecznie wydana w Paryżu w 1859 roku. Zmarł w roku 1861. Został pochowany na cmentarzu Montmartre.
Jego imieniem nazwana jest ulica na Grochowie, w dzielnicy Praga-Południe w Warszawie.

## Dzieła
Poza stworzeniem mapy Polski był autorem wielu publikacji z dziedziny wojskowości, z których wymienić należy następujące pozycje:
- O wojnie partyzanckiej 1835,
- Służba wojskowa w polu 1836
- Rys taktyki zastosowanej piechoty, tudzież manewra wojenne, pułkowe i brygadne (1857) – wersja cyfrowa Polona
- Opisanie bitwy grochowskiej wydane pośmiertnie w roku 1909.

## Literatura dodatkowa
- Bronisław Pawłowski: Chrzanowski Wojciech. W: Polski Słownik Biograficzny. T. 3: Brożek Jan – Chwalczewski Franciszek. Kraków: Polska Akademia Umiejętności – Skład Główny w Księgarniach Gebethnera i Wolffa, 1937, s. 463–467. Reprint: Zakład Narodowy im. Ossolińskich, Kraków 1989, ISBN 83-04-03291-0.